# Mit Louf
Majkl Li Adеj (engl. Michael Lee Aday, Dalas, 27. septembar 1947 — Nešvil, 20. januar 2022) rođen kao Marvin Li Adеj (engl. Marvin Lee Aday) poznatiji pod umetničkim imenom Mit Louf (engl. Meat Loaf) i Mit Louf Adеj (Meat Loaf Aday) bio je američki muzičar i glumac. Najpoznatiji je po trilogiji albuma Bat out of Hell: — Bat Out of Hell, Bat out of Hell II: Back into Hell i Bat out of Hell III: The Monster Is Loose, koja je prodata u više od 50 miliona primeraka. Pojavio se u preko 60 filmova i TV emisija, u kojima je često igrao samog sebe.

## Spoljašnje veze
- Zvanični sajt
- на веб-сајту  (језик: енглески)
- Mit Louf на веб-сајту